# Омофорово
Омофорово — деревня в Собинском районе Владимирской области России, входит в состав Копнинского сельского поселения.

## География
Деревня расположена в 12 км на север от центра поселения села Заречного и в 13 км на запад от райцентра города Собинка.

## История
До середины XVIII века в этой местности существовала деревня Язвицы, не имевшая никакой церкви. По писцовым книгам 1637 года деревня Язвецово значилась в Матренинской волости с центром в Воскресенском погосте.
В 1769 году местный помещик Павел Иванович Дубровский, с благословения епископа Владимирского и Муромского Павла, построил в селе каменную церковь в честь Покрова Пресвятой Богородицы. Храмоздатель посвятил храм Покрову Божией Матери в честь иконы Покрова Пресвятой Богородицы, приобретенной им в Крыму около 1762 года. Храм оставался однопрестольным до 1826 года, в этом же году трапеза была расширена и в ней устроен теплый придел во имя Василия Великого, Григория Богослова и Иоанна Златоустого, и с того времени храм не изменял своего наружного вида. Над главным престолом устроена сень. Местная храмовая икона Покрова Пресвятой Богородицы почитается в приходе чудотворною. Риза на ней серебряная, вызолоченная, убрус и ожерелье низаны жемчугом; на иконе подвешен ковчежец с частицами святых мощей. От Омофора, изображенного на иконе Покрова Пресвятой Богородицы, и получило свое название село. Приход состоял из села Омофорова и деревень: Гнусова, Бабанина, Павловки, Плешков и Спирина; в них по клировым ведомостям числится 586 душ мужского пола и 657 женского. В селе Омофорове с 1878 года существовало начальное народное училище с приютом для 10 мальчиков-сирот; училище и приют устроены на средства купца Михаила Яковлевича Махры. Вскоре после ареста настоятеля церкви отца Василия в 1930 году храм был закрыт. 
14 октября 2011 года спустя 70 лет в полуразрушенном храме вновь состоялось служение Божественной литургии.
В конце XIX — начале XX века село входило в состав Копнинской волости Покровского уезда.
С 1929 года деревня входила в состав Ундольского сельсовета Собинского района, позднее вплоть до 2005 года в составе Копнинского сельсовета.

## Население
| 1859 | 1905 | 1926 | 2002 | 2010 | 2021 |
| ---- | ---- | ---- | ---- | ---- | ---- |
| 316  | ↗403 | ↘299 | ↘108 | ↘44  | ↘40  |

## Современное состояние
В деревне расположены ГКОУ «Омофоровская специальная (коррекционная) общеобразовательная школа-интернат».

## Достопримечательности
В деревне находится действующая Церковь Покрова Пресвятой Богородицы (1769), ансамбль усадьбы Дубровских XVIII-XIX веков.